# Al Mansour (ferry)
Pour les articles homonymes, voir Al-Mansur.
L'Al Mansour est un ferry construit en 1975 pour Stena Line sous le nom de Stena Nordica ; c'est le dernier d'une série de quatre navires, les Stena Normandica (1974), Stena Atlantica (1975) et Stena Nautica (1975). Ils ont été conçus et construits dans le chantier naval Rickmers Werft, à Bremerhaven en Allemagne.  Ces navires se caractérisent par une très grande capacité de véhicules par rapport à leur taille globale, moyennant un aspect très carré.

## Carrière
Le Stena Nordica, futur Al Mansour, est livré en novembre 1975 et entre en service avec Stena Line entre Göteborg et Kiel. Entre mai et novembre 1975, il est affrété par Marine Atlantic pour desservir leur itinéraire North Sydney—Port-aux-Basques. Contrairement à ses jumeaux Stena Nautica et Stena Atlantica, affrétés par la même compagnie et rebaptisés Marine Nautica et Marine Atlantica respectivement, il conserve son nom. À la fin son contrat, le Stena Nordica reprend son service avec Stena Line, cette fois entre Göteborg et Frederikshavn. Au cours des étés 1977, 1978, 1979 et 1981, il est à nouveau affrété par Marine Atlantic, tandis que pour l'hiver 1977-1978, European Ferries lui fait assurer la liaison entre Felixstowe et Zeebruges.
En septembre 1978, le Stena Nordica est affrété par Hellas Ferries, pour relier Volos en Grèce et Lattaquié en Syrie, sous le nom d'Hellas. Cette charte a été répétée en 1980 et 1981, et le navire prend alternativement les noms de Stena Nordica et d'Hellas selon la compagnie qui le fait naviguer. Entre février et avril 1980, c'est pour SeaLink qu'il entre en service entre Fishguard et Rosslare Europort. Quand il n'est pas affrété par Hellas Ferries, il est remplacé par un autre navire de Stena Line, le Stena Runner (maintenant le Stena Transfer), qui prend alors le nom d'Hellas. En 1980, le Stena Nordica est affrété à B & I Line, entre Rosslare et Pembroke Dock. Le navire doit être immobilisé à Birkenhead, de novembre 1980 à février 1981, pour des réparations sur un moteur.
En 1981-82, à la fin des contrats avec Hellas Ferries, le Stena Nordica est rebaptisé Stena Nautica, un nom déjà porté par un de ses jumeaux. Il est affrété par RMT, qui l'achète l'année suivante, en 1983, et le rebaptise Reine Astrid. Il navigue pour RMT avec succès jusqu'en 1997, bien qu'il soit beaucoup plus lent que les autres navires de la flotte. Il dessert d'abord la ligne Ostende—Douvres, puis Ostende—Ramsgate en 1994. En 1997, le Reine Astrid est vendu à Moby Lines et rebaptisé Moby Kiss, et rapidement est affrété par la Compagnie marocaine de navigation (Comanav), pour le service entre Algésiras et Tanger, sous le nom d'Al Mansour. La Comanav l'acquiert en 1998.
L'Al Mansour est bloqué au port d'Algésiras de 2012 à 2015, sa compagnie la Comanav ayant cessé ses activités en 2012.
Le Al Mansour a finalement été démoli en 2015 à Aliaga en Turquie .